# Ecnomus tsudai
Ecnomus tsudai är en nattsländeart som beskrevs av Kumanski 1992. Ecnomus tsudai ingår i släktet Ecnomus och familjen trattnattsländor. Inga underarter finns listade i Catalogue of Life.